# Vouvray
Vouvray é uma comuna francesa na região administrativa do Centro, no departamento Indre-et-Loire. Estende-se por uma área de 22,91 km². Em 2010 a comuna tinha 3 316 habitantes (densidade: 144,7 hab./km²).